# Chavín de Huántar
Chavín de Huántar egy szertartási centrum volt, amelynek romjai a mai Észak-Peruban, Callejón de Conchucosban, Ancash megyében vannak. A létesítmény épületei két építési korszakból származnak. A templomépületek U-alakban helyezkednek el, a későbbiekben ezeket részben átalakították és kibővítettek, kiméllyített udvarok köré épültek. Az épületek lábazataiban kamrák és nyílt folyosók vannak. A falak gránitból készültek. Chavín de Huántar az egyetlen hely, ahol ezen kultúra jelképévé váló kőreliefek megtalálhatóak. A reliefek természet fölötti lényeket ábrázolnak, részben emberi részben állati formákat hordozó jellemzőket mutató, gyakran ragadozó nagymacska fogaival kiegészítve. A leletek kronológiai besorolása, az építési korszakok illetve szobrok (Lanzón, Raimondi-sztéle, Tello-Obeliszk) ikonográfiai  ismertetőjelei alapján történik.